# Sunterra
Sunterra ist eine österreichische Symphonic-Metal-Band.

## Geschichte
Die Band Sunterra ging 1998 aus der Formation Virgin Seed hervor und wurde von Chris Schön (Bass), Friedl Schütz (Gitarre), Lilly (Gesang), Elmar (Keyboard) und Mick (Schlagzeug) gegründet. Zusammen mit Sänger Christian G. spielte Sunterra das Debütalbum In Diebus Illis ein und veröffentlichte es auf dem bandeigenen Label Tombstone Records. Auf Basis dieses Tonträgers spielte die Band u. a. auf dem Brutal Assault Festival und im Vorprogramm von Agathodaimon.
Nachdem Sänger Christian G. ausstieg, führte sein Nachfolger Carlos die Querflöte als festen Bestandteil in Band-Sound ein. Im Jahr 2002 wurde das zweite Album Lost Time über Wait & Bleed veröffentlicht.
Ein Jahr später erschien via CCP Records das dritte Studioalbum Graceful Tunes, das zu Auftritten u. a. auf dem Forestglade Open Air und als Vorgruppe für Bands wie Tanzwut, Subway to Sally und Crematory führte.
Im Sommer des Jahres 2006 entschied sich die Band für eine zeitlich nicht näher definierte Pause.
Im Sommer 2015 verkündete Sunterra auf ihrer Facebook-Seite, dass unter geänderter Besetzung an neuem Material gearbeitet wird. Zudem unterzeichneten sie einen Plattenvertrag bei dem Independent-Label NRT-Records, welches die bisherigen Alben der Band neu auflegte und am 20. Januar 2017 das Mini-Album Reborn veröffentlichte.

## Diskografie

### Alben
- 1999: In Diebus Illis (CD/CD+AIFF; Tombstone Records, Wiederveröffentlichung 2016 via NRT-Records)
- 2001: Lost Time (CD/MC; Wait And Bleed Records / Napalm Records, Wiederveröffentlichung 2016 via NRT-Records)
- 2004: Graceful Tunes (CD; CCP Records, Wiederveröffentlichung 2016 via NRT-Records)
- 2016: Reborn (CD; NRT Records)

### Beiträge auf Samplern
- 2002: Legacy 06/02 (Lied: To a Friend)
- 2003: Off Road Tracks Vol. 63 (Lied: To a Friend)
- 2003: Gothic Compilation Part XIX (Lied: Out of the Dark, Falco-Cover)
- 2004: A Sangre y Fuego #28 (Lied: Graceful Tunes)
- 2005: The Hour of Scare – Vol. 2 (Lieder: Hidden, Graceful Tunes)
- 2006: Century Media Distro Summer Sampler Volume 4 (Lied: Confusion)

## Musikvideos
- 2004: Graceful Tunes